# Ludvík Kundera (muzikolog)
Ludvík Kundera (17. srpna 1891 Královo Pole – 12. května 1971 Brno) byl český klavírista, muzikolog a hudební pedagog. Byl prvním rektorem Janáčkovy akademie múzických umění v Brně. Byl otcem spisovatele Milana Kundery a strýcem básníka a dramatika Ludvíka Kundery.

## Život
Narodil se v Králově Poli u Brna v rodině majitele domu Františka Kundery a Františky, rozené Kubicové. Byl nejen žákem Leoše Janáčka, ale zároveň i interpretem jeho skladeb. Hru na klavír studoval v Brně a v Paříži, sólový zpěv v Brně a v Praze. Během první světové války bojoval na ruské frontě, byl podporučíkem 8. pěšího pluku v rakousko-uherské armádě, v roce 1915 byl zajat a vstoupil do československých legií. Absolvoval s nimi celou sibiřskou anabázi, založil a řídil legionářský orchestr. Za první republiky působil jako tajemník a profesor na brněnské konzervatoři a vystupoval jako sólista a komorní hráč na klavír po celé Evropě. Kromě toho byl sbormistrem královopolského pěveckého sdružení Lumír, ředitelem státní zkušební komise pro učitele hudby na středních školách a učitelských ústavech a inspektorem soukromých hudebních škol. Za okupace byl předčasně penzionován, věnoval se psaní knih o hudbě. Po válce se na brněnskou konzervatoř vrátil, zároveň se stal vedoucím ústavu pro hudební výchovu na Pedagogické fakultě Univerzity Karlovy. Později působil jako profesor klavírní hry a zástupce děkana pražské Akademie múzických umění pro Brno. Po založení JAMU byl jmenován profesorem klavírní hry, v letech 1948–1950 zastával funkci děkana Hudební fakulty JAMU a 1. října 1948 se stal prvním rektorem Janáčkovy akademie, ve funkci zůstal třináct let, až do 20. listopadu 1961. Byl nositelem Řádu práce a obdržel titul zasloužilý umělec. Kundera je též držitelem čestného akademického titulu doctor honoris causa na Janáčkově akademii múzických umění. 

## Dílo
- O muzyke čechoslovackago naroda, Jekaterinburg 1919
- Teorie a literatura klavíru ve stručném přehledu, Praha 1940
- Jak poslouchati hudbu, Praha 1941
- Jaroslav Kvapil: život a dílo, Praha 1944
- Základy klavírní pedalisace, Brno 1944
- Jak organisovati hudební výchovu v obnoveném státě, Brno 1945
- Janáček a Klub přátel umění, Olomouc 1948
- Janáčkova varhanická škola, Olomouc 1948
- Ludwig van Beethoven, Praha 1952
- Klavírní prstoklad, Praha 1952